# Goodbyes (canción de Post Malone)
«Goodbyes» (en español: Despedidas) es una canción del rapero y cantante estadounidense Post Malone con el rapero estadounidense Young Thug como artista invitado. Fue lanzada como el segundo sencillo del tercer álbum de estudio de Malone, Hollywood's Bleeding, a través de Republic Records el 5 de julio de 2019, un día después del cumpleaños número 24 de Malone. La canción fue escrita por los dos artistas, Billy Walsh, Val Blavatnik, Jessie Foutz junto a los productores Brian Lee y Louis Bell. Se convirtió en el séptimo top 10 de Malone en el Billboard Hot 100, así como su sexto número uno en la lista Rhythmic de Billboard. Junto con Sunflower y Wow (sencillos lanzados previamente), Malone logró tres números 1 consecutivos en la lista Rhythmic provenientes de un mismo álbum (Hollywood's Bleeding), y fue la primera vez que se logró esta hazaña después de que Scorpion de Drake generara tres números uno también en esta lista en 2018.

## Composición
La canción habla sobre el final de una relación, y fue descrita como "melódica" por Rap-Up, en la que Post Malone canta el estribillo: "I want you out of my head / I want you out of my bedroom tonight / There's no way I could save you / 'Cause I need to be saved too / I'm no good at goodbyes.".

## Promoción
Post Malone anunció la colaboración y fecha de lanzamiento en las redes sociales el 1 de julio de 2019, compartiendo una imagen diseñada al estilo de un póster de película para la canción, con la frase Too Much Pleasure Is Pain, una línea de la canción. Luego reveló la portada de la canción el 2 de julio. Más tarde, publicó el 3 de julio un fragmento del comienzo del video. El vídeo musical se publicó el día del lanzamiento de la canción, el 5 de julio, y un vídeo con la letra se publicó tres días más tarde, el 8 de julio.

## Vídeo musical
El video musical original con clasificación "R" se lanzó junto con la canción el 5 de julio y fue dirigido por Colin Tilley. En este, Malone interpreta a un miembro de una pandilla que muere tras ser apuñalado repetidamente por un miembro de la pandilla rival, antes de resucitar de entre los muertos en un cementerio. Young Thug y la actriz Kathryn Newton también aparecen en el vídeo. El 7 de julio se lanzó una versión con clasificación "PG" que omite la escena de la muerte. Los videos musicales con clasificación "R" y "PG" suman entre los dos más de 500 millones de visitas.

## Personal
Créditos adaptados de Twitter y Tidal de Post Malone.
- Post Malone – vocalista principal, compositor
- Young Thug – vocalista invitado, compositor
- Brian Lee – producción, programación, toda la instrumentación, composición.
- Louis Bell – producción, grabación, producción vocal, programación, toda la instrumentación, composición.
- Billy Walsh – composición
- Val Blavatnik – composición
- Jessie Foutz – composición
- Manny Marroquín – mezcla
- Chris Galland – asistente de mezcla
- Robin Florent – asistente de mezcla
- Scott Desmarais - asistente de mezcla
- Jeremie Inhaber – asistente de mezcla
- Mike Bozzi – masterización
- Travis Brothers – diseño
- Bryan Rivera – diseño
- Collin Fletcher – diseño
- Anton Reva – diseño

| Año  | Ceremonia              | Categoría          | Resultado | Ref.  |
| ---- | ---------------------- | ------------------ | --------- | ----- |
| 2019 | MTV Video Music Awards | Canción del verano | Nominado  | [ 9 ] |